# Stiphodon oatea
Stiphodon oatea är en fisk som beskrevs av Keith, Feunteun och Vigneux 2010. Arten ingår i släktet Stiphodon och familjen smörbultsfiskar. Arten är känd från Stilla havet vid Franska polynesien och Marquesasöarna. IUCN kategoriserar arten globalt som nära hotad. Inga underarter finns listade i Catalogue of Life.